# Hyaenosa invasa
Hyaenosa invasa là một loài nhện trong họ Lycosidae.
Loài này thuộc chi Hyaenosa. Hyaenosa invasa được Savelyeva miêu tả năm 1972.